# Thomas Heywood

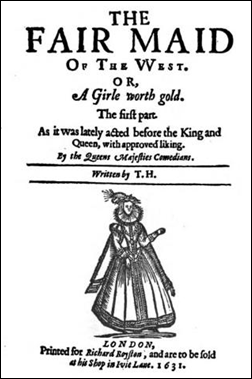
The Fair Maid of the West, 1631

Thomas Heywood (* um 1573 in Lincolnshire, England; † 16. August 1641 in London) war ein englischer Schauspieler und Dramatiker, der zu den produktivsten und populärsten Bühnenautoren in der Blütezeit des elisabethanischen und jakobäischen Theaters zählte.

## Leben und Werk

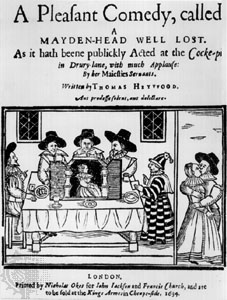
A Pleasant Comedy, Called a Maidenhead Well Lost, 1634

Über das Leben Thomas Heywoods gibt es nur wenige zuverlässige Quellen und gesicherte Angaben. Er wurde aller Wahrscheinlichkeit nach 1573 oder 1574 als Sohn des Geistlichen Robert Heywood in Lincolnshire geboren und besuchte vermutlich die Universität von Cambridge bis zu dem Tode seines Vaters 1593, ohne dort einen Abschluss zu erwerben.
Um 1594 begann er in London eine Karriere als Schauspieler und Dramatiker und war spätestens ab 1598 im Umfeld von Philip Henslowe und dessen Schauspieltruppe The Admiral’s Men tätig. Obwohl Heywood seine in Cambridge erworbene klassische Bildung für sein Wirken nutzte, bediente er ebenso in verschiedenen Theatern den Bühnengeschmack des eher weniger gebildeten Publikums. Zugleich machte er sich bei Hofe einen Namen und gestaltete teilweise in Zusammenarbeit mit Inigo Jones eine Reihe von Maskenspielen. Zwischen 1631 und 1637 war Heywood maßgeblich an der Gestaltung sieben spektakulärer Inszenierungen anlässlich der Lord Mayor’s Shows in London beteiligt.
Nach seinen eigenen Angaben wirkte Heywood an über 220 Stücken als Autor, Co-Autor oder Bearbeiter mit. Von seinen Werken ist jedoch lediglich ein Bruchteil überliefert; nur etwa 16 Stücke können eindeutig seiner Autorenschaft zugeordnet werden. Obwohl Heywoods Werk von der Nachwelt in dem übermächtigen Schatten Shakespeares kaum mehr beachtet wurde, zählte er zu Lebzeiten zu den bekanntesten Figuren des damaligen Theaterlebens und den beliebtesten Autoren der elisabethanischen und jakobäischen Bühne. Von späteren Kritikern wurde Heywood allerdings lange Zeit als ein Schreiberling verkannt, der von der Nachfrage nach immer neuen Stücken gehetzt worden sei. Einzig die 1603 verfasste bürgerliche Tragödie A Woman Killed With Kindness (dt. Sie starb an ihres Gatten Güte, 1964) wurde allgemein als ein gelungenes Meisterwerk angesehen.
Das Werk Heywoods umfasst Historienspiele wie Edward IV (1600) oder If You Know Not Me, You Know Nobody (1605 und 1606) und romantisch-exotische Abenteuerkomödien wie The Fair Maid of the West (gedruckt 1631). Ebenso verfasste Heywood lange didaktische Gedichte und eine panoramatische Dramatisierung der klassischen Mythologie aller vier Weltzeitalter. Mit seiner Apology for Actors (1612) reagierte er auf die Pamphletattacken theaterfeindlicher puritanischer Kreise. Ähnlich wie Sir Philip Sidney bekundete Heywood in seiner Apology den Glauben an eine reformierende Macht der Dichtung, die er im Gegensatz zu Sidney aber in erster Linie im Drama sah. Diese dem Drama innewohnende Kraft der Veränderung könne sich jedoch nur entfalten, wenn die Bühne das wirkliche Leben und die Wahrheit abbilde. 
Dementsprechend hatte er bereits 1603 sein Ehebruchdrama A Woman Killed with Kindness nicht als blutrünstige aristokratische Rachetragödie inszeniert. Heywoods besondere Errungenschaft bestand darin, Charaktere auf die Bühne zu bringen, die der Zeit und dem privaten bürgerlichen Umfeld seines Publikums entsprachen; anstelle des klassischen Rachemotivs stellte Heywood in diesem Stück Themen wie Vergebung und Mitleid oder Schuld und Reue in den Mittelpunkt. A Woman Killed with Kindness wurde auf diese Weise wegweisend für die Entwicklung des bürgerlichen Trauerspiels.
Heywoods comic interludes hatten ebenfalls großen Einfluss vor allem auf die Entwicklung der englischen Komödie. In charakteristischer Weise übernahm Heywood in seinen Interludien die in der Volksliteratur verbreitete Perspektive des kleinen Mannes, der sich mit Mutterwitz und Bauernschläue durch ein Leben schlägt, dessen Annehmlichkeiten aufgrund der bestehenden gesellschaftlichen Ordnung äußerst ungleich verteilt sind.
Dem umfangreichen Werk Heywoods fehlt zwar gelegentlich die sprachliche Brillanz der großen zeitgenössischen Autoren; dennoch bieten seine Stücke aus heutiger Sicht einen lebendigen Spiegel der enormen Fülle und Vielfältigkeit des englischen Renaissancetheaters.
Heywood starb wahrscheinlich am 16. August 1641 oder kurz davor und wurde in der Londoner St. James’s Church in Clerkenwell beigesetzt.

## Werke (Auswahl)
- The First and Second Parts of King Edward the Fourth (um 1600)
- A Woman Killed with Kindness (1603, gedruckt 1607)
- If You Know Not Me, You Know Nobody (zwei Teile, 1605 und 1606)
- The Fair Maid of the Exchange (1607)
- The Royal King and the Loyal Subject (1615 und 1618; gedruckt 1637)
- The Fair Maid of the West or a Girle Worth Gold (gedruckt 1631)
- The English Traveller (1633)
- The Late Lancashire Witches (1634 mit Richard Brome)
- A Maidenhead Well Lost (1634)
- Love's Mistress, or The Queen's Masque (1636)
- A Challenge for Beauty (1636)
- The Wise-Woman of Hoxton (gedruckt 1638)
- Fortune by Land and Sea (gedruckt 1655), in Zusammenarbeit mit William Rowley
- The Golden Age (1611), The Silver Age (1612), The Brazen Age (1613) and The Iron Age (zweiteilig, 1632)
- Loves Maistresse or The Queens Masque (gedruckt 1636)
- The Tragedy of the Rape of Lucrece (1608)
- The Conspiracie of Cateline und Warre of Jugurth, Übersetzungen von Werken Sallusts (1608).
- An Apology for Actors, Containing Three Brief Treatises (1612, edierte Ausgabe für die Shakespeare Society 1841)
- Gynaikeion or Nine Books of Various History Concerning Women (1624)
- England's Elizabeth, Her Life and Troubles During Her Minority from Time Cradle to the Crown (1631)
- The Hierarchy of the Blessed Angels (1635), didaktisches Gedicht
- Pleasant Dialogues and Dramas Selected Out of Lucian (1637)
- The Life of Merlin (1641)

## Werkausgabe
- The Dramatic Works of Thomas Heywood. 6 Bände, Russel & Russel Verlag, New York 1969 [Erstausgabe 1874]